# Борама
Борама (араб. بوراما, сом. Boorama) — місто на північному заході Сомалі. Центр адміністративного регіону Авдал (за даними карти 2010 року Центр є місто Бакі). Розташоване у досить родючому горбистому районі, недалеко від кордону з Ефіопією.

## Історія
У середні віки було частиною держави Адал, а з кінця XIX століття до 60-х років XX століття — частиною Британського Сомалі. Починаючи з 2000-х років, місто є спірною територією між Авдалендом, який добивається автономії, і самопроголошеною державою Сомаліленд.

## Населення
Населення за даними на 2013 рік становить 68 074 чол.

## Інфраструктура
Борама служить притулком для університету Амуд (Amoud University). Є аеропорт з рейсами в багато міст Сомалі і сусідніх держав. Крім того, у місті є 4 великих готелі.

## Міста-побратими
- Хенлі-он-Темз, Велика Британія